# Chelora
Chelora è una suddivisione dell'India, classificata come census town, di 19.566 abitanti, situata nel distretto di Kannur, nello stato federato del Kerala. 
In base al numero di abitanti la città rientra nella classe IV (da 10.000 a 19.999 persone).

## Geografia fisica
La città è situata a 11° 53' 36 N e 75° 25' 46 E.

## Società

### Evoluzione demografica
Al censimento del 2001 la popolazione di Chelora assommava a 19.566 persone, delle quali 9.302 maschi e 10.264 femmine. I bambini di età inferiore o uguale ai sei anni assommavano a 2.057, dei quali 1.044 maschi e 1.013 femmine. Infine, coloro che erano in grado di saper almeno leggere e scrivere erano 16.696, dei quali 8.098 maschi e 8.598 femmine.